# 中村誠宏
中村 誠宏（なかむら のぶひろ、1977年 - ）は、日本の建築家。建築設計事務所A-ASTERISK（阿司拓設計）主宰。神奈川県生まれ。

## 経歴
- 2000年　早稲田大学理工学部建築学科卒業
- 2002年　早稲田大学大学院理工学研究科建築学専攻修了（入江正之研究室）
- 2002年　山本理顕設計工場に入社。北京建外SOHOを担当
- 2005年　A-ASTERISKを設立[1]
- 2014年　中国建築科学研究院のクリエイティブプラットホームのデザイン事務所に指定される

## 作品
- 2006年　SIGNTERIOR[2]（上海）
- 2006年　LEAFY SHADE[3]（上海）
- 2006年　上海海泰国際ビル（上海）

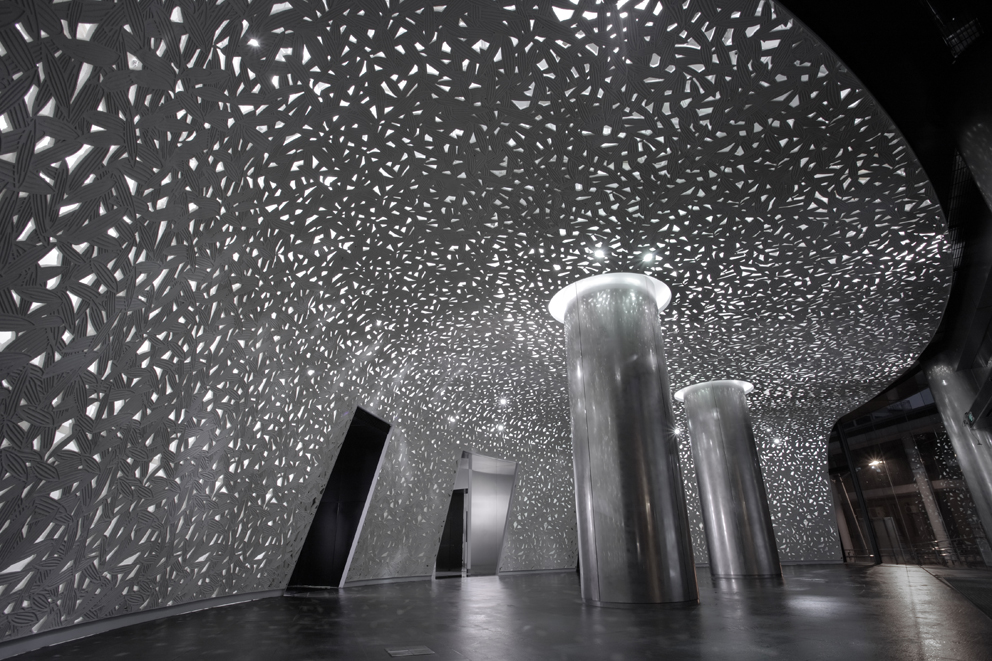
LEAFY SHADE

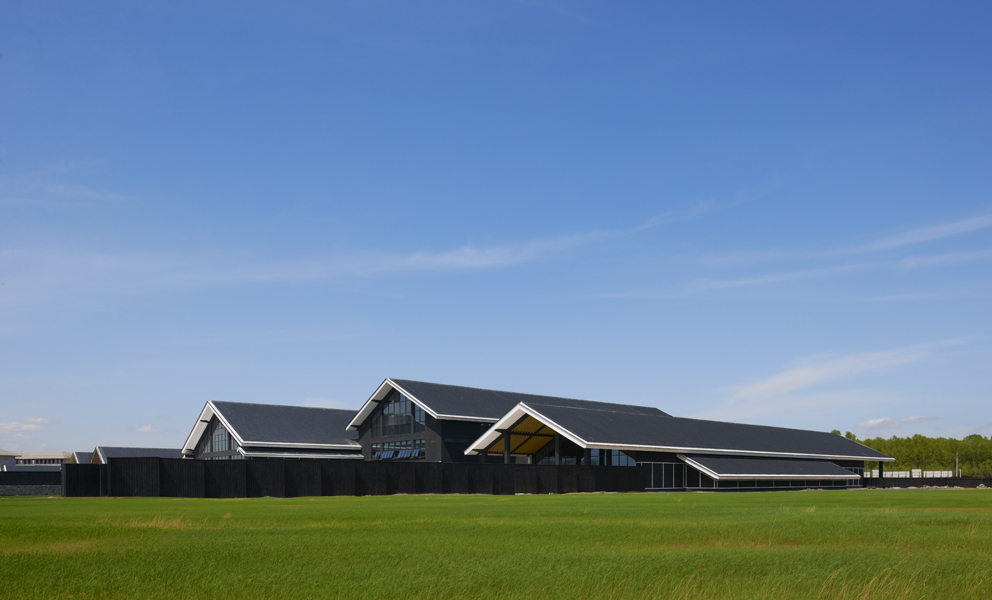
チチハル鶴之湯温泉

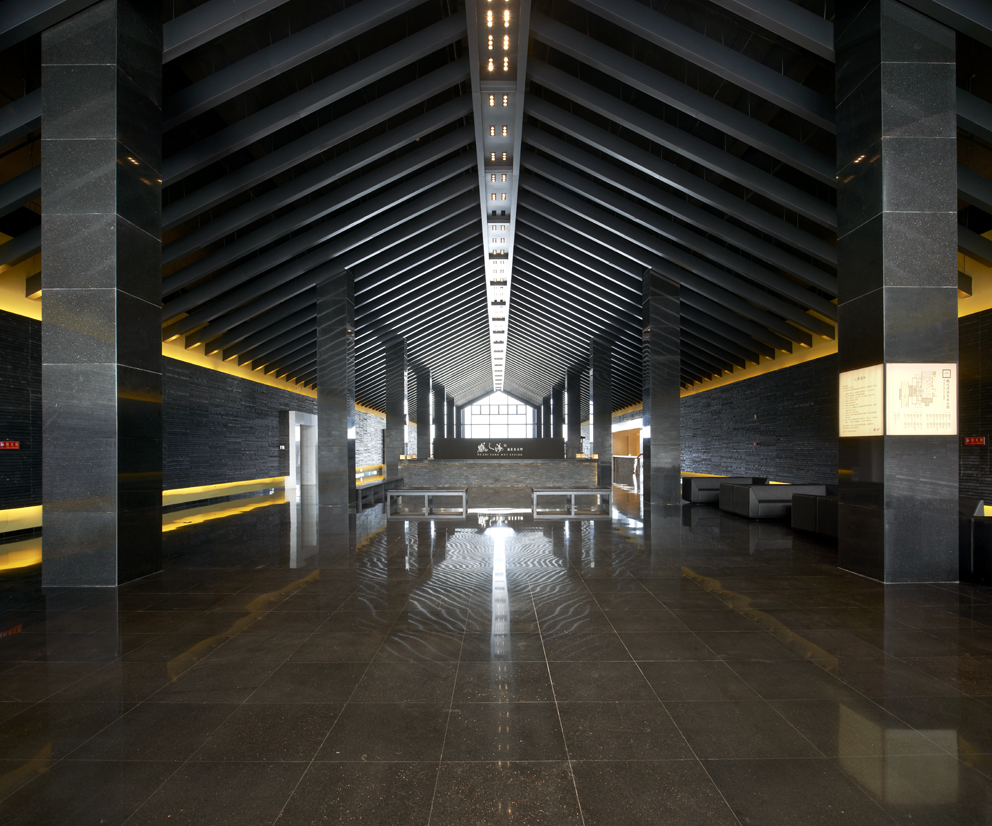
チチハル鶴之湯温泉

- 2007年　SONY STYLE STORE（上海）
- 2009年　Y-house（東京）※横尾真と共同設計
- 2012年　S-house（東京）※横尾真と共同設計
- 2013年　大慶都市左岸住宅地区（大慶）
- 2013年　チチハル鶴之湯温泉[4]（チチハル）

## 受賞歴
- 2005年 JCDデザイン賞招待審査員特別賞
- 2007年 SDAデザイン賞招待審査員特別賞
- 2007年 香港パンパシフィックインテリアデザインアワード
- 2007年 JCDデザイン賞best100
- 2009年 SDAデザイン賞招待審査員特別賞
- 2009年 SDAデザイン賞優秀賞
- 2009年 中国現代装飾賞公共部門大賞
- 2015年 中国金湯賞温泉産業年度貢献者賞
- 2015年 China International Space Design Awards 建築計画銀賞

## その他
- 2005年-2008年に彰国社「建築文化シナジー」のウェブサイトにて「波瀾万丈中国建築設計物語」を連載。